# Stanisław Ogurkowski
Stanisław Ogurkowski (ur. 6 sierpnia 1851 w Sławsku Wielkim, zm. 10 listopada 1909 w Poznaniu) – polski kompozytor, dyrygent i pedagog.

## Życiorys
Pochodził z rodziny nauczycielskiej, był synem Franciszka i Kazimiery z domu Rakowskiej.
Od 1874 studiował w lipskim konserwatorium muzycznym. Potem pracował jako dyrygent chóralny (także chórów niemieckich), nauczając też muzyki w Bydgoszczy i Inowrocławiu. W 1884 przejął po Marcelim Kujawie-Połczyńskim redagowanie inowrocławskiego Kujawiaka. Od 1889 do 1890 prowadził w inowrocławskim domu Piotra i Emila Wituskich Polskie Towarzystwo Śpiewu. Na ulicy Toruńskiej posiadał przez pewien czas własną szkołę muzyczną. W 1892 otworzył w Bydgoszczy prywatną szkołę o charakterze Instytutu Muzycznego. Po 1900 (prawdopodobnie w początku 1907) osiedlił się w Poznaniu, z którym związał się do końca życia. Podobnie, jak wcześniej, dyrygował w Poznaniu chórami, nauczał muzyki i komponował.
Opracowywał popularne tańce ludowe na fortepian, jak również pisał utwory własne na ten instrument.
W 1902 ożenił się w Koronowie.

## Ważniejsze kompozycje
- Compositions pour piano, opus 4, Inowrocław, około 1890,
- Pieśń na dzisiaj (do słów Józefa Kościelskiego), Poznań, około 1905,
- Wiązanka, zbiór dwudziestu pieśni, Poznań, 1908,
- kujawiak w zbiorze Oj, nasza, Poznań, 1910 (pośmiertnie),
- muzyka teatralna do sztuk Anny Karwatowej[1].